# جونگ وو یونگ
این یک نام کره‌ای است؛ نام خانوادگی جونگ است.
جونگ وو یونگ (کره‌ای: 정우영؛ زادهٔ ۲۰ سپتامبر ۱۹۹۹) یک بازیکن حرفه‌ای فوتبال اهل کره جنوبی است که در حاضر برای باشگاه فوتبال  اشتوتگارت، از باشگاه‌های حاضر در بوندس‌لیگا بازی می‌کند.
جونگ وو یونگ توانایی بازی در پست هافبک تهاجمی و مهاجم را دارد.

## دوران حرفه‌ای

### بایرن مونیخ
در ۳۰ ژوئن ۲۰۱۷، جونگ از باشگاه اینچئون یونایتد کره جنوبی به باشگاه فوتبال بایرن مونیخ پیوست. این قرارداد تا ۳۰ ژوئن ۲۰۲۲ اعتبار داشت. جونگ به‌طور رسمی در ۱ ژانویه ۲۰۱۸، با باز شدن پنجره نقل و انتقالات، به بایرن پیوست. جونگ اولین بازی خود را برای بایرن مونیخ در لیگ قهرمانان اروپا در ۲۷ نوامبر ۲۰۱۸ انجام داد و در دقیقه ۸۱ به جای توماس مولر مقابل بنفیکا به عنوان بازیکن تعویضی وارد زمین شد.
در ۳ مه ۲۰۱۹، او به عنوان وینگر راست در ترکیب اصلی قرار گرفت و فینال جام بین‌المللی لیگ برتر فصل را به همراه سایر بازیکنان برای تیم زیر ۲۳ سال بایرن مونیخ برد و اولین جام باشگاهی بین‌المللی دوران حرفه ای خود را به دست آورد.

### فرایبورگ
در ۱۹ ژوئن ۲۰۱۹، فرایبورگ اعلام کرد جونگ را با قراردادی چهار ساله با گزینه‌ای برای بایرن مونیخ جهت بازخرید، از این باشگاه خریداری کرده‌است.
با این حال، او پس از اولین بازی خود در زمین ظاهر نشد و با قراردادی قرضی به بایرن بازگشت و در بوندس‌لیگا ۳، در تیم ذخیره ظاهر شد و توانست در طی ۱۵ بازی، ۱ گل و ۸ پاس گل به ثبت برساند و عملکرد درخشانی داشته باشد.
در ۱۲ دسامبر ۲۰۲۰، جونگ اولین گل خود در بوندسلیگا را در مقابل آرمینیا بیله‌فلد پس از ورود به زمین به‌جای وینچنزو گریفو در دقیقه ۸۶ به ثمر رساند.

### تیم ملی کره جنوبی
او اولین بازی خود را برای تیم ملی کره جنوبی در ۲۵ مارس ۲۰۲۱ در یک بازی دوستانه مقابل تیم ملی فوتبال ژاپن انجام داد.
در ۱۶ نوامبر ۲۰۲۱، جونگ وو یونگ اولین گل خود را برای تیم ملی در مرحله مقدماتی جام جهانی ۲۰۲۲ قطر، مقابل عراق به ثمر رساند.